# 濃紅銀鉱
濃紅銀鉱（のうこうぎんこう、pyrargyrite）は、銀、アンチモンを含む硫化鉱物。三方晶系。よく似た淡紅銀鉱とともにルビー・シルバー（紅銀鉱）と呼ばれ、紅色を呈する。銀の重要な鉱石鉱物。

## 概要
やや半透明とも、ほぼ不透明ともいえる濃紅色を呈し、表面は金属光沢を有する。宝石扱いには至らないものの、鉱物収集家には人気がある。
大きな結晶として得られることは少ないため、色から辰砂とよく間違われることがある。

## 標本について
遊離した銀の劣化が進行するため、空気中で放置しておくと暗紅色～黒色に変化する。このため、レプリカも流通している。
他の銀の化合物と同時に産出されることが多いため、かつて金・銀鉱山が多数存在した日本では多くの標本が残されている。日本の博物館で展示されている標本は、かつて国内で稼働していた鉱山から採取したものが多く、経年変化のために紅色を留めているものは少ない。

## 似た鉱物
淡紅銀鉱（proustite）
Ag3AsS3、三方晶系。濃紅銀鉱のアンチモンがヒ素に置き換わった鉱物。産出域が濃紅銀鉱とほぼ同一であり、へき開、条痕（赤）が同一である。判別方法は、濃紅銀鉱と比べて僅かに淡いとされる外観上の色から判断するため分かりづらい。
火閃銀鉱（pyrostilpnite）
Ag3SbS3、単斜晶系。濃紅銀鉱の同質異像の鉱物であるが、産出例は極めて稀。鹿児島県串木野鉱山周辺などに限られる。